# ねじりまんぽ
ねじりまんぽ（Skew arch）とは、アーチ橋を斜めに架けるための組積造の技法である。
専門用語では斜架拱（しゃかきょう）と呼称する。

## 概要
ねじりまんぽとは、明治・大正期に建設されたレンガ構造の土木構造物で、トンネル状の斜めアーチを煉瓦・石材により組積造で構築する技法の一つである。斜架拱の一種。ねじりまんぽの「まんぽ」は近畿地方でトンネルのことを指す方言で、マンボ、マンプウ、マンボウなどとも言われる。
ねじりまんぽは、海外では鉄道の普及より前、19世紀以前には既に存在していたと考えられており、一説にはルネサンス期の1530年代、イタリア・フィレンツェのムニョーネ川に架かるPonte Rossoが最初期のねじりまんぽともいわれている。鉄道構造物としてのねじりまんぽの初期の例としては、1829年建造のイギリス・マージーサイドにあるレインヒルのアーチ橋が知られている。
日本国内では、日本における本格的鉄道技術の出発点である、明治7年（1874年）開通の東海道本線・大阪‐神戸間でお雇い外国人のイギリス人技師によって初めて採用された。明治10年（1877年）5月、明治新政府は大阪駅構内に鉄道技術者の育成機関、工技生養成所（工部省鉄道局工技生養成所）を設立した。工技生養成所ではイギリス人鉄道技師により数学・測量・製図・力学・土木学一般・機械学・運輸大要などの教育が行われた
。ねじりまんぽも、この工技生養成所出身の技術者たちの活躍により日本各地へ広がっていった。ねじりまんぽの多くは近畿圏に存在するが、北は新潟県から南は福岡県までの日本列島の広い範囲で建造された。明治期には普遍的な技法であったが、大正初期、コンクリート橋の普及により、ねじりまんぽの建設は途絶えた。
日本では前述の理由により鉄道構造物としての採用が殆どで、琵琶湖疏水蹴上インクラインのものは鉄道以外では希少な採用例である。
| 名称                   | 開業年 | 路線         | 駅間 （廃止区間を除き2023年時点） | 建設     | 備考                       |
| ---------------------- | ------ | ------------ | --------------------------------- | -------- | -------------------------- |
| 安井拱渠               | 1874   | 東海道本線   | 西宮‐さくら夙川                   | 官設鉄道 | さくら夙川駅建設により消滅 |
| 東皿池拱渠             | 1874   | 東海道本線   | さくら夙川‐芦屋                   | 官設鉄道 |                            |
| 木仙上谷拱渠           | 1874   | 東海道本線   | 住吉‐六甲道                       | 官設鉄道 | 1993年撤去                 |
| 馬場丁川拱渠           | 1876   | 東海道本線   | 西大路‐桂川                       | 官設鉄道 |                            |
| 円妙寺架道橋           | 1876   | 東海道本線   | 長岡京‐山崎                       | 官設鉄道 |                            |
| 奥田端拱渠             | 1876   | 東海道本線   | 島本‐高槻                         | 官設鉄道 |                            |
| 門ノ前拱渠             | 1876   | 東海道本線   | JR総持寺‐茨木                     | 官設鉄道 |                            |
| 東川拱渠               | 1880   | 東海道本線   | 大津‐大谷                         | 官設鉄道 | 1921年廃止                 |
| 小田原川拱渠           | 1884   | 東海道本線   | 垂井‐関ケ原                       | 官設鉄道 |                            |
| 甲中吹拱渠             | 1887   | 東海道本線   | 穂積‐大垣                         | 官設鉄道 |                            |
| 甲大門西拱渠           | 1887   | 東海道本線   | 穂積‐大垣                         | 官設鉄道 |                            |
| 琵琶湖疏水             | 1888   |              |                                   | 京都市   |                            |
| 屋ノ棟川トンネル（上） | 1889   | 東海道本線   | 篠原‐野洲                         | 官設鉄道 | 1956年頃撤去               |
| 市三宅田川拱渠         | 1889   | 東海道本線   | 野洲‐守山                         | 官設鉄道 |                            |
| 狼川トンネル（上）     | 1889   | 東海道本線   | 南草津‐瀬田                       | 官設鉄道 | 1956年頃撤去               |
| 兵田川拱渠             | 1889   | 東海道本線   | 石山‐膳所                         | 官設鉄道 |                            |
| 篠津川拱渠             | 1889   | 東海道本線   | 石山‐膳所                         | 官設鉄道 |                            |
| 鳥谷川拱渠             | 1890   | 関西本線     | 加太‐柘植                         | 関西鉄道 |                            |
| 碓井第12号橋梁         | 1893   | 信越本線     | 横川‐軽井沢                       | 官設鉄道 | 1963年頃撤去               |
| 碓井第15号橋梁         | 1893   | 信越本線     | 横川‐軽井沢                       | 官設鉄道 | 1963年頃撤去               |
| 第130号橋梁            | 1893   | 桜井線       | 金橋‐高田                         | 大阪鉄道 |                            |
| 車場川拱渠             | 1897   | 信越本線     | 荻川‐亀田                         | 北越鉄道 |                            |
| 第248号拱渠            | 1897   | 関西本線     | 月ケ瀬口‐大河原                   | 関西鉄道 |                            |
| 第272号拱渠            | 1898   | 関西本線     | 加茂‐木津                         | 関西鉄道 |                            |
| 東除川暗渠             | 1898   | 高野線       | 狭山‐大阪狭山市                   | 南海電鉄 |                            |
| 第91号暗渠             | 1899   | 山陰本線     | 千代川‐八木                       | 京都鉄道 |                            |
| 狼川トンネル（下）     | 1900   | 東海道本線   | 南草津‐瀬田                       | 官設鉄道 | 1956年頃撤去               |
| 屋ノ棟川トンネル（下） | 1901   | 東海道本線   | 篠原‐野洲                         | 官設鉄道 | 1956年頃撤去               |
| 眼鏡橋                 | 1913   | 三国芦原線   | 三国‐三国港                       | 鉄道院   |                            |
| 折尾高架橋             | 1914   | 北九州市内線 | 黒崎‐折尾                         | 九州電軌 |                            |
| 欅坂拱渠               | 1915   | 日田彦山線   | 採銅所‐香春                       | 小倉鉄道 |                            |
| 六把野井水拱橋         | 1916   | 北勢鉄道線   | 楚原‐上笠田                       | 北勢鉄道 |                            |

### 日本のねじりまんぽ

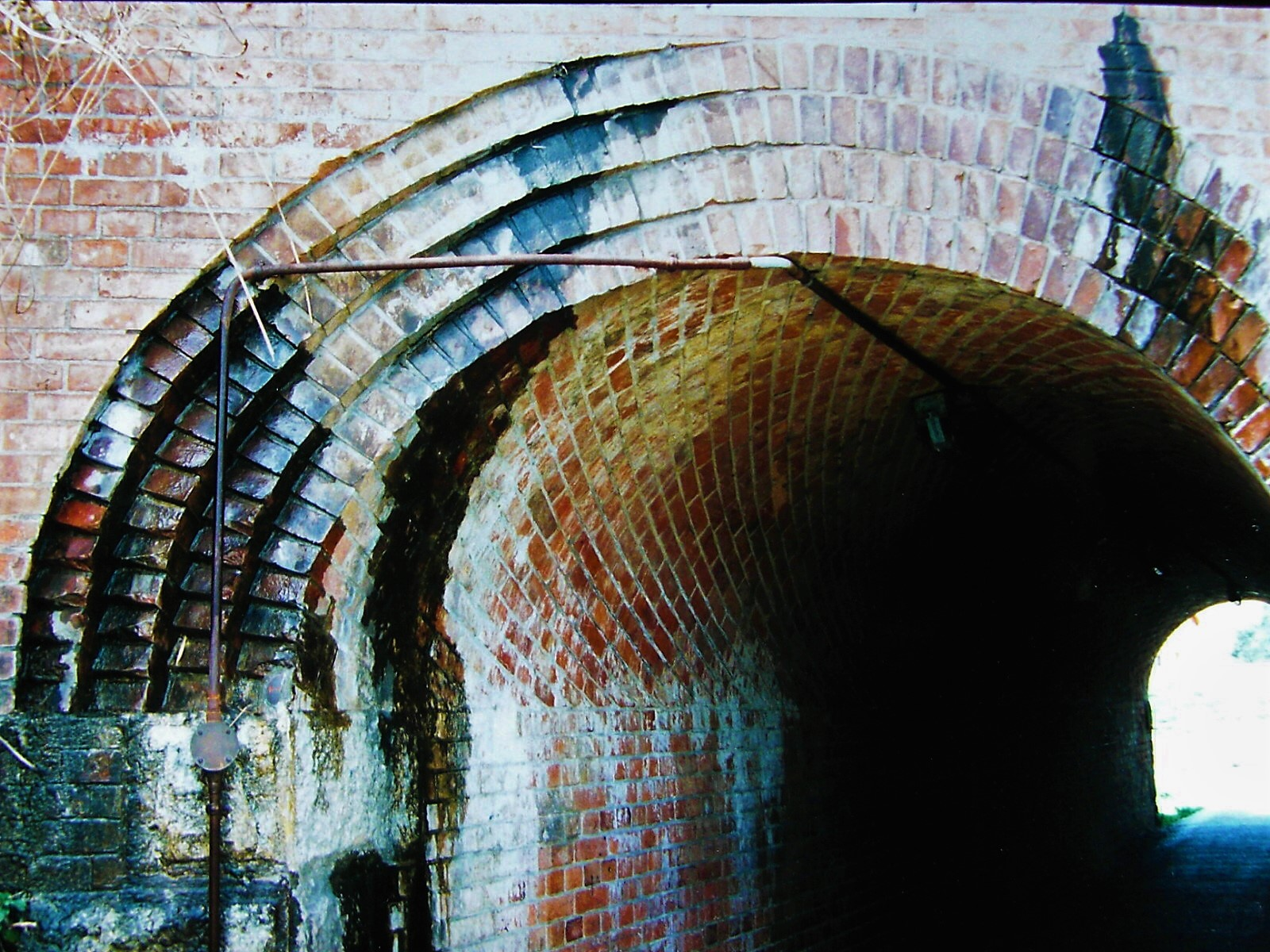
甲大門西橋梁
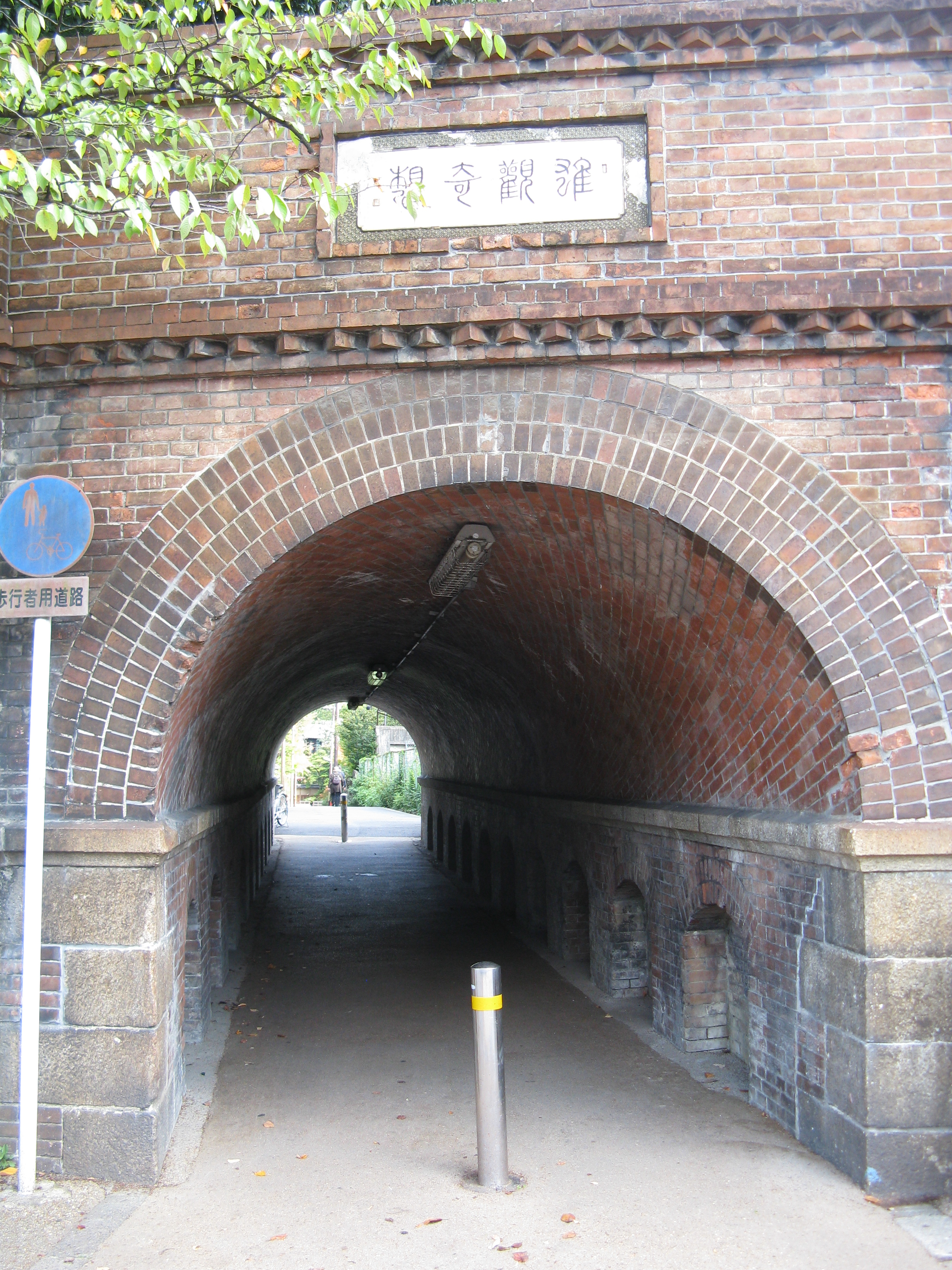
琵琶湖疏水
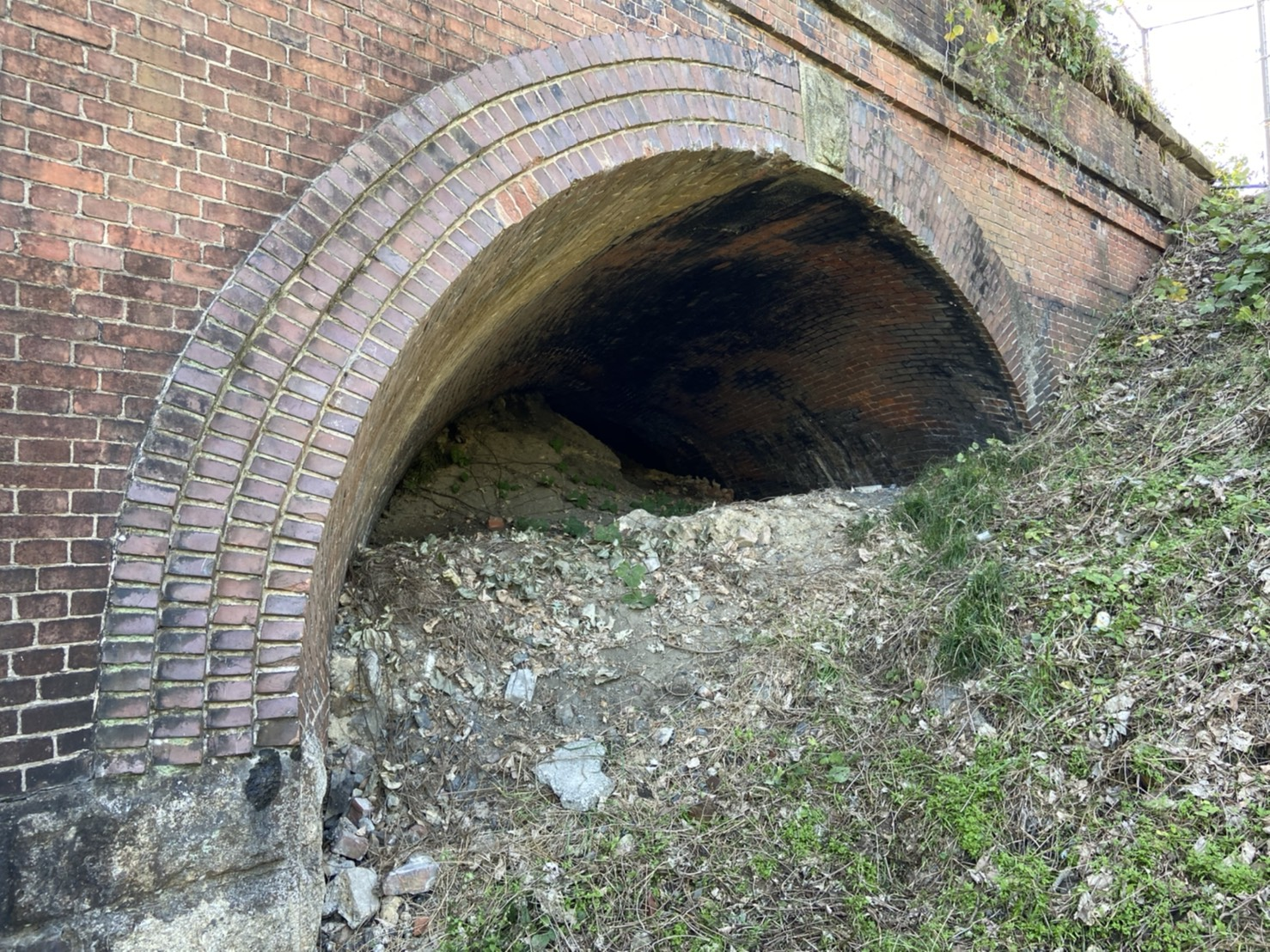
狼川トンネル（下）
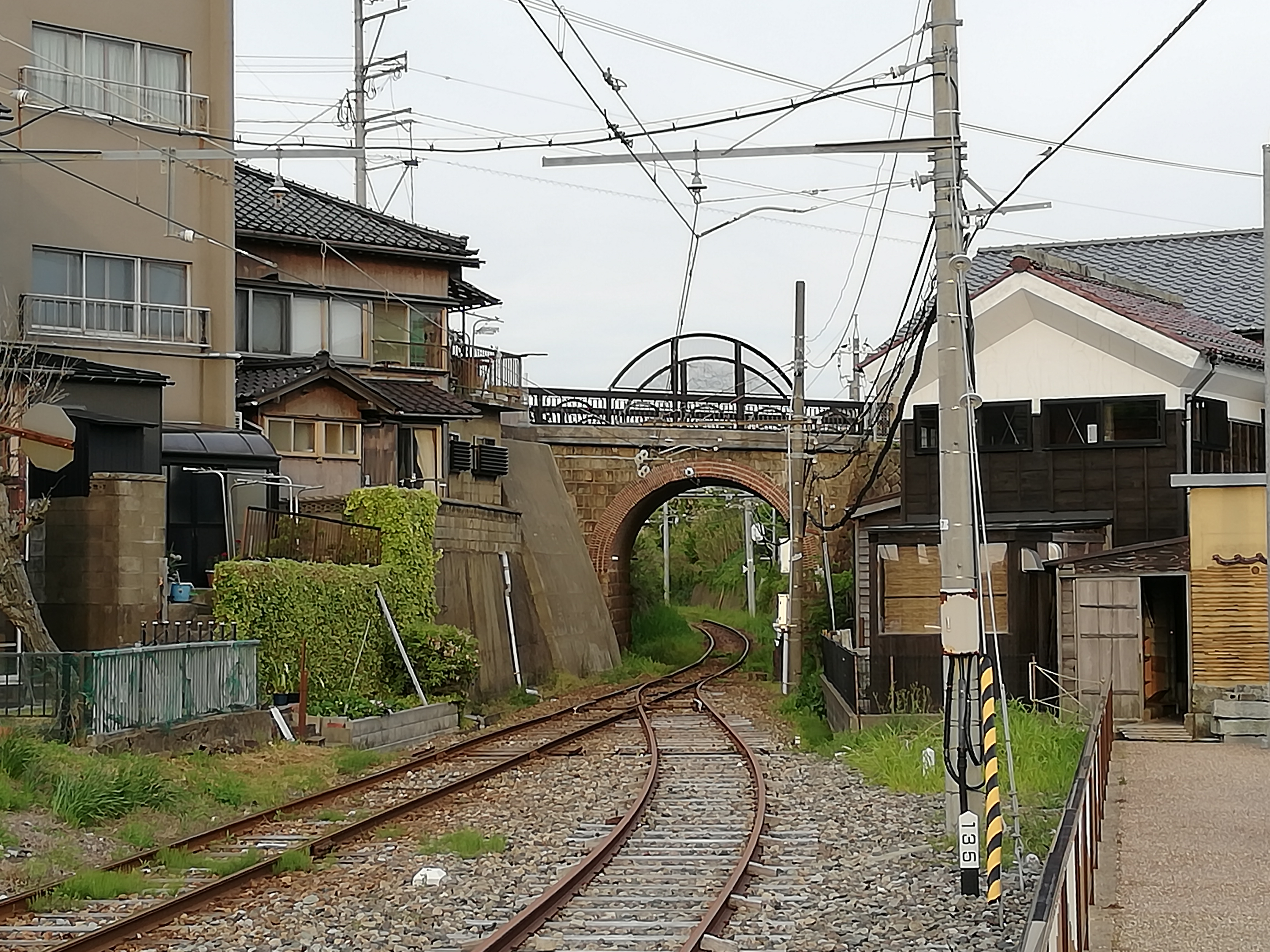
眼鏡橋
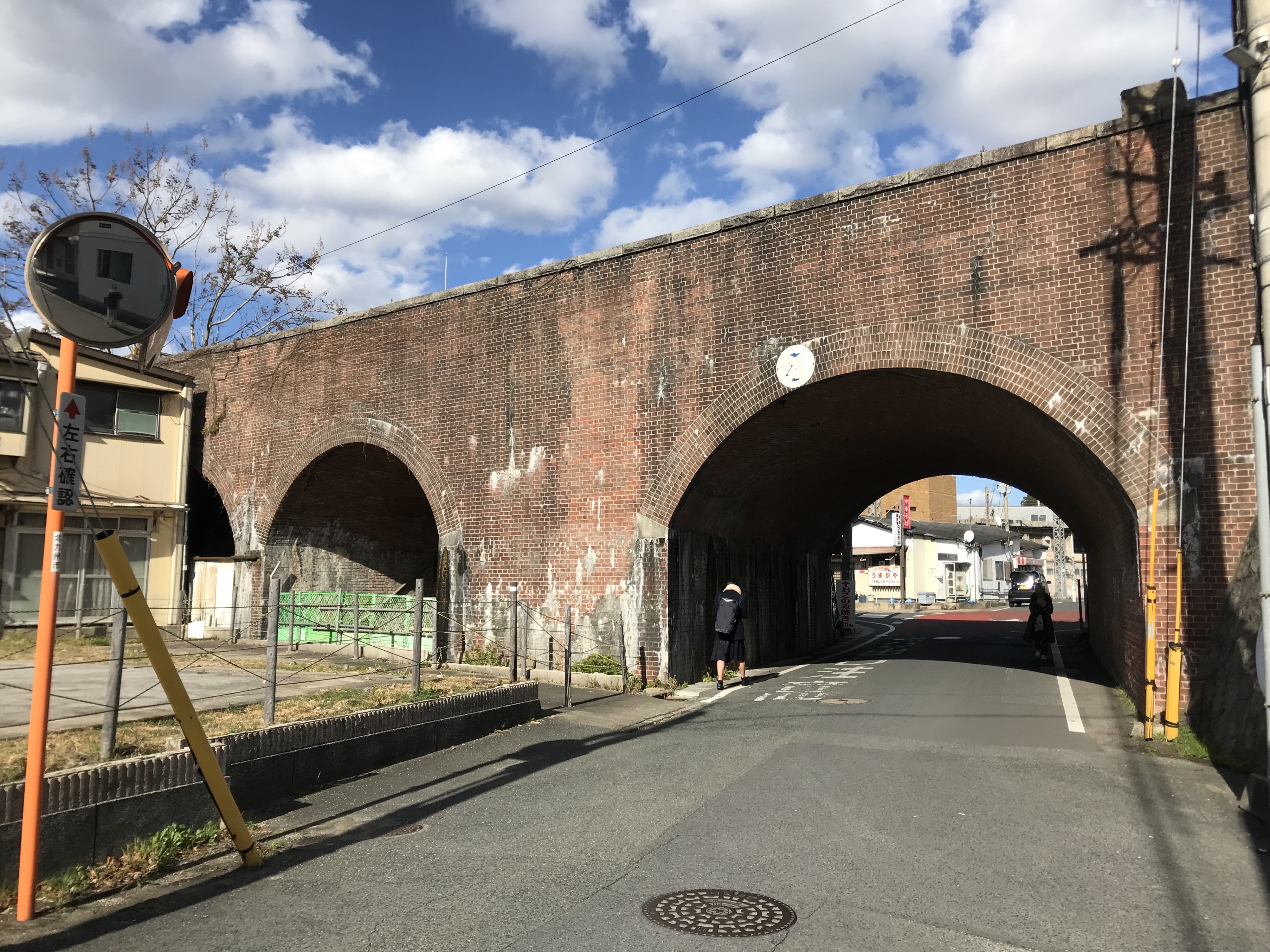
折尾高架橋
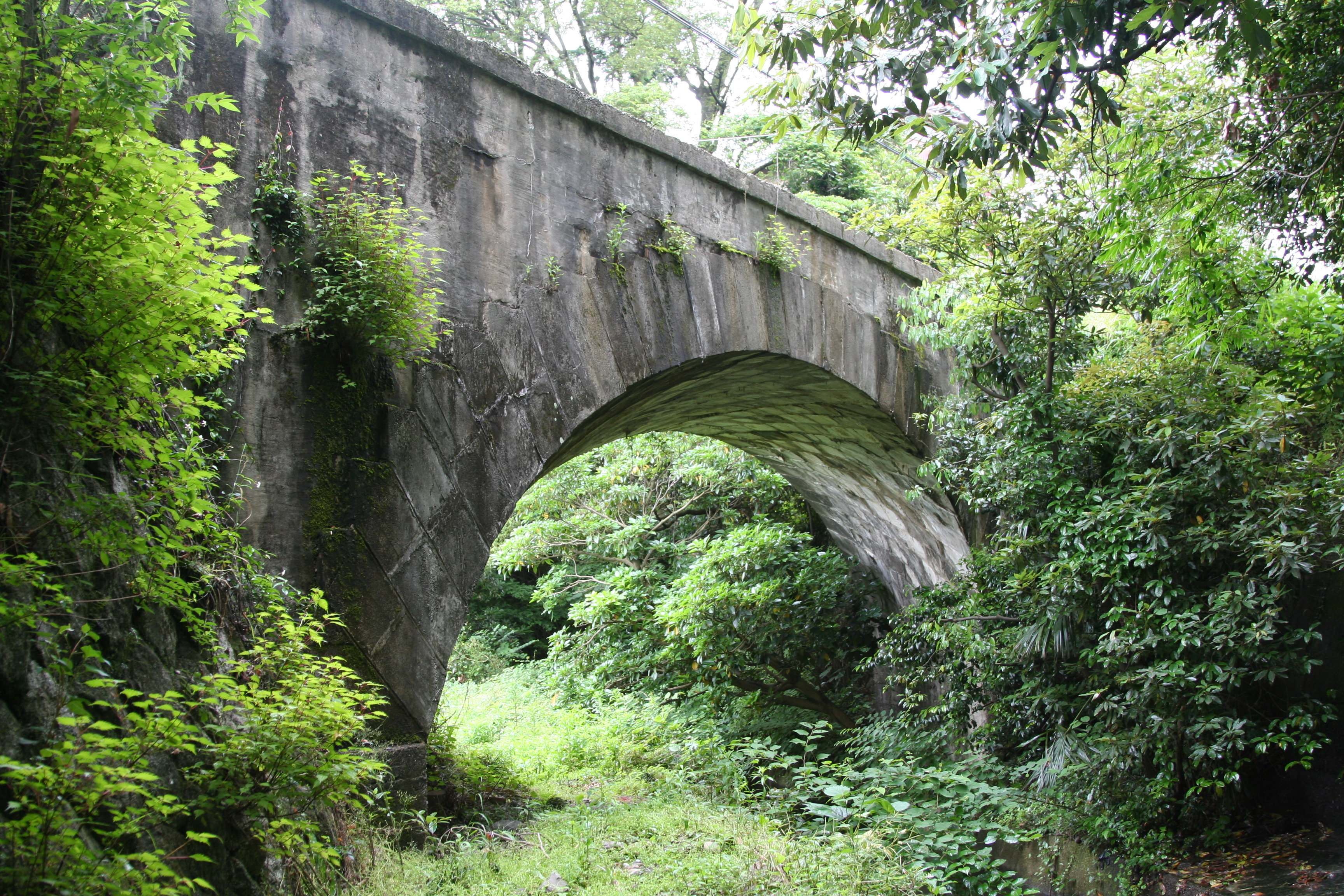
六把野井水拱橋

### 日本国外のねじりまんぽ（Skew arch）

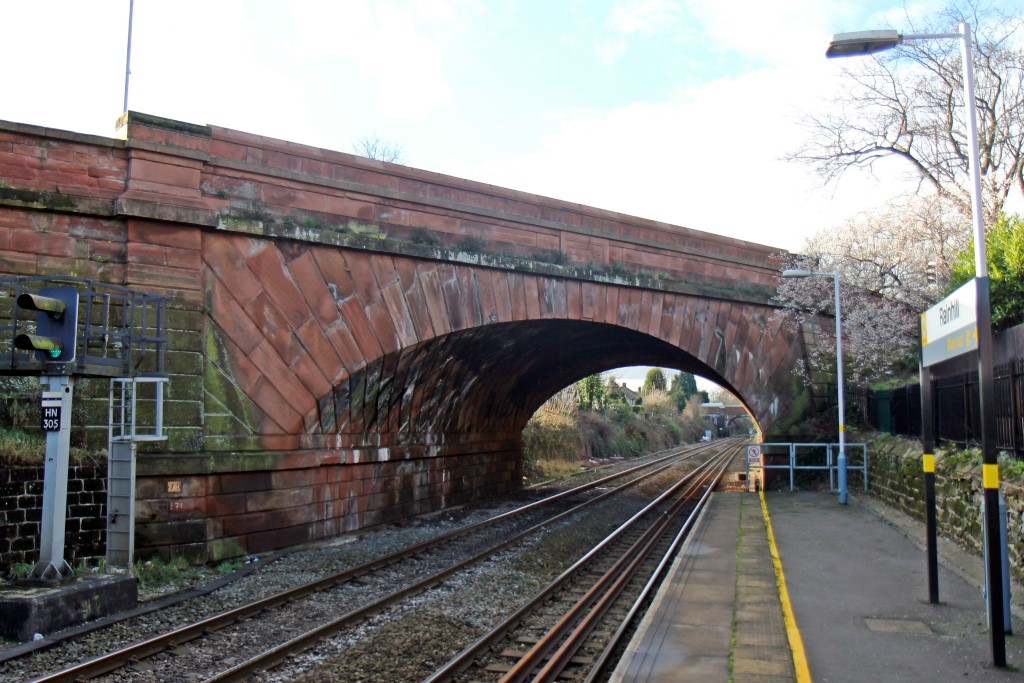
レインヒルの斜架拱（マージーサイド、イギリス）
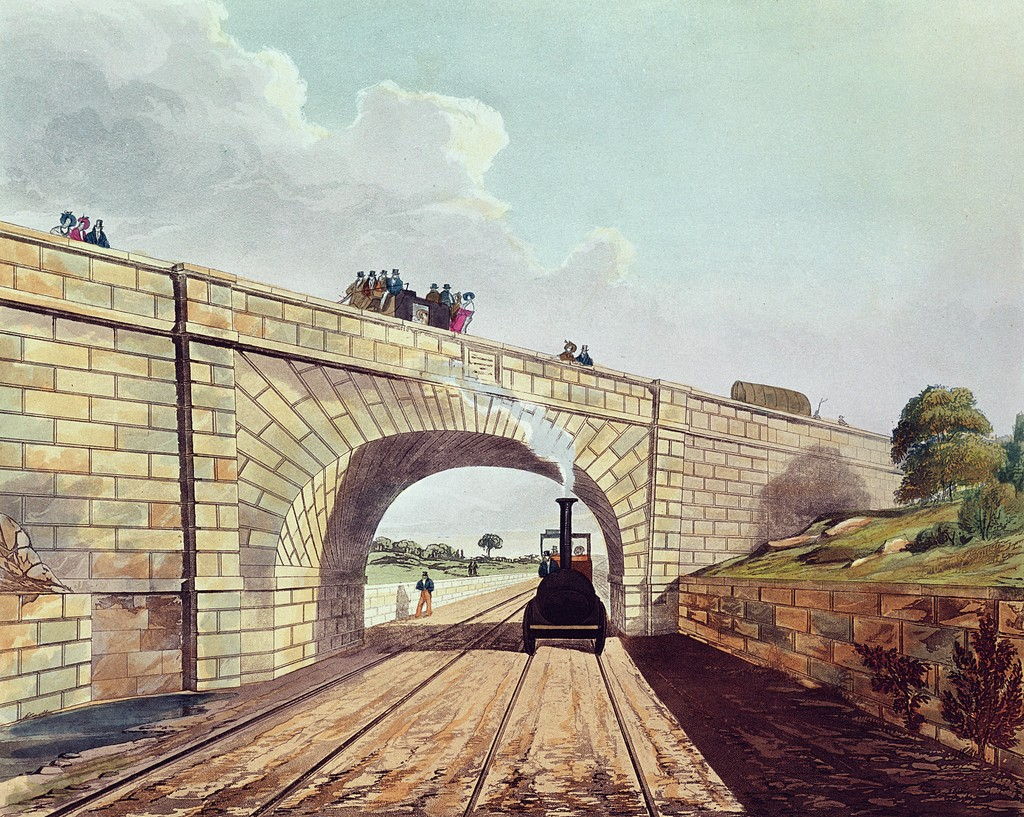
レインヒルの斜架拱（マージーサイド、イギリス、1831年のイラスト）
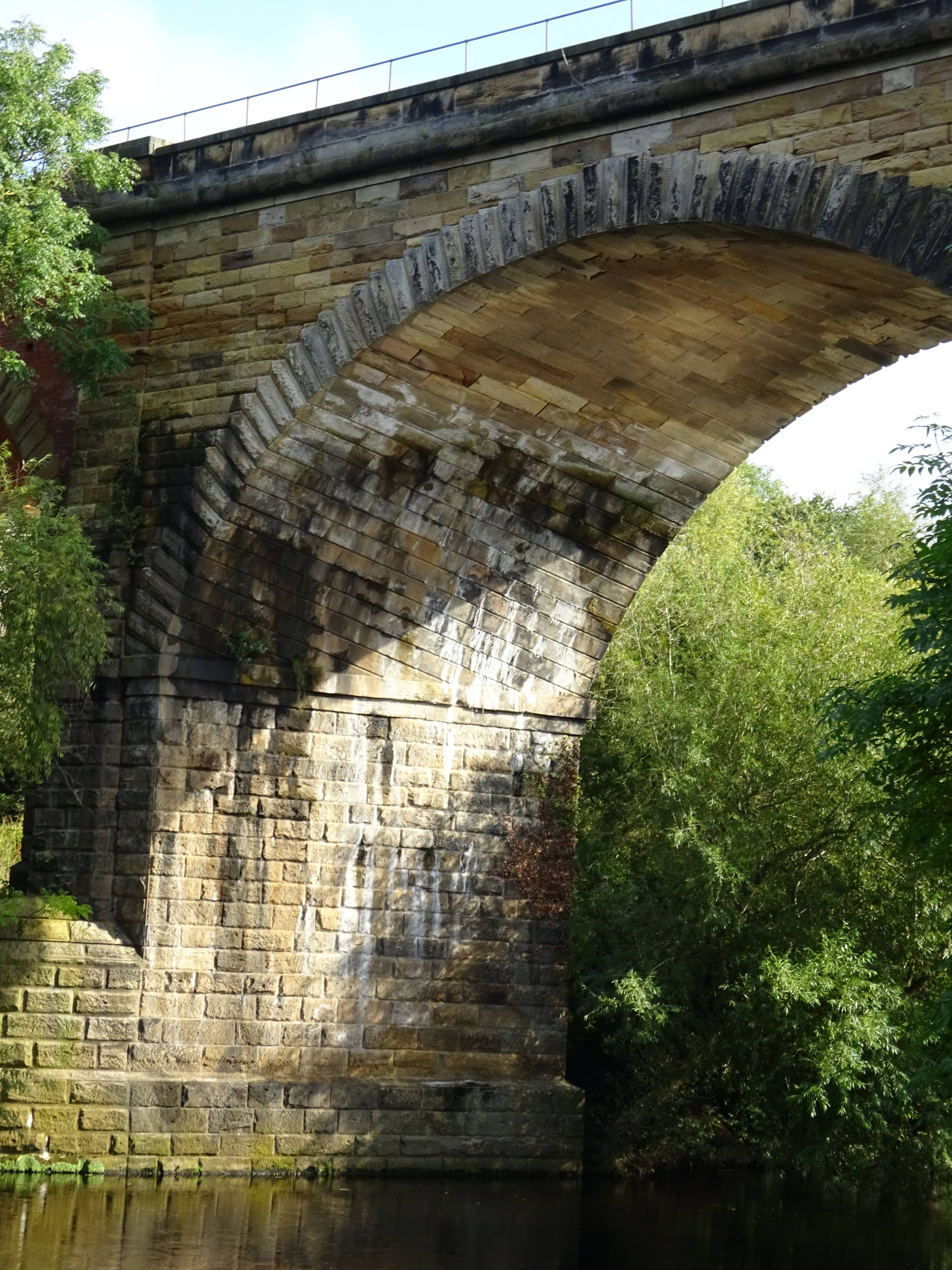
ヤームの斜架拱（ヨークシャー、イギリス）
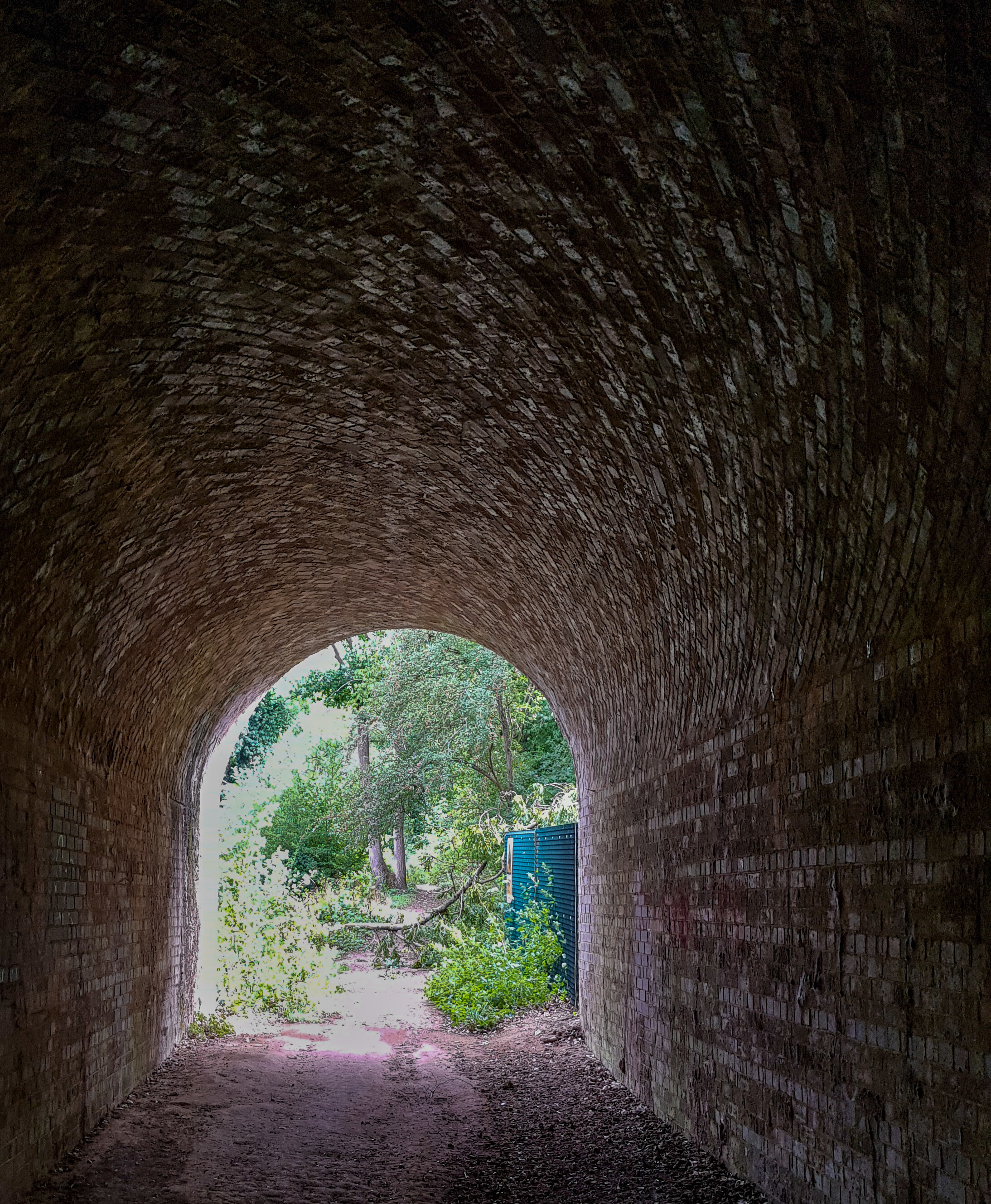
ビーン川の鉄道橋（イングランド東部、イギリス）
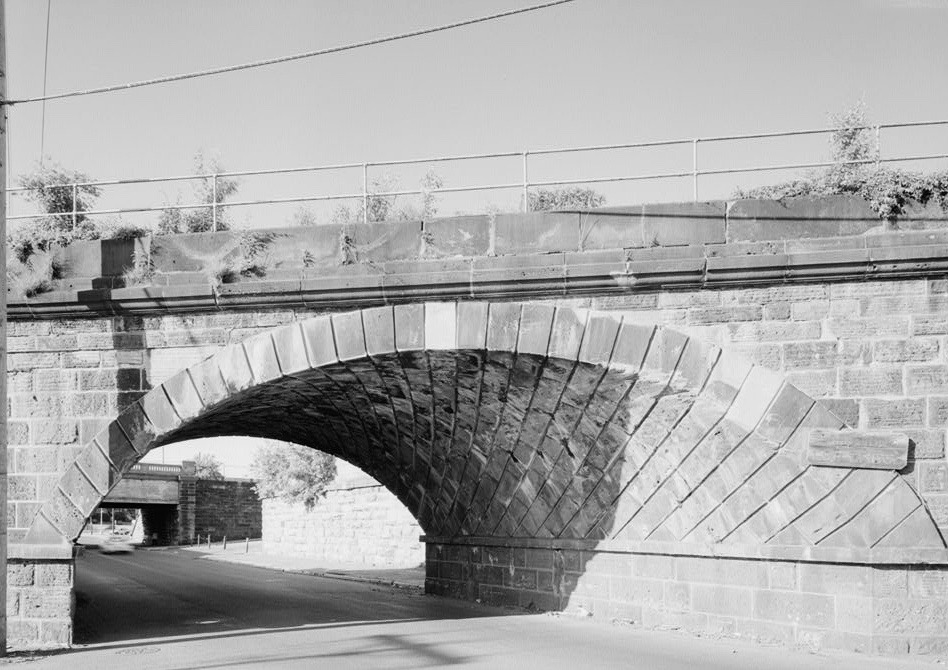
レディングの斜架拱（en）（ペンシルバニア州、アメリカ）
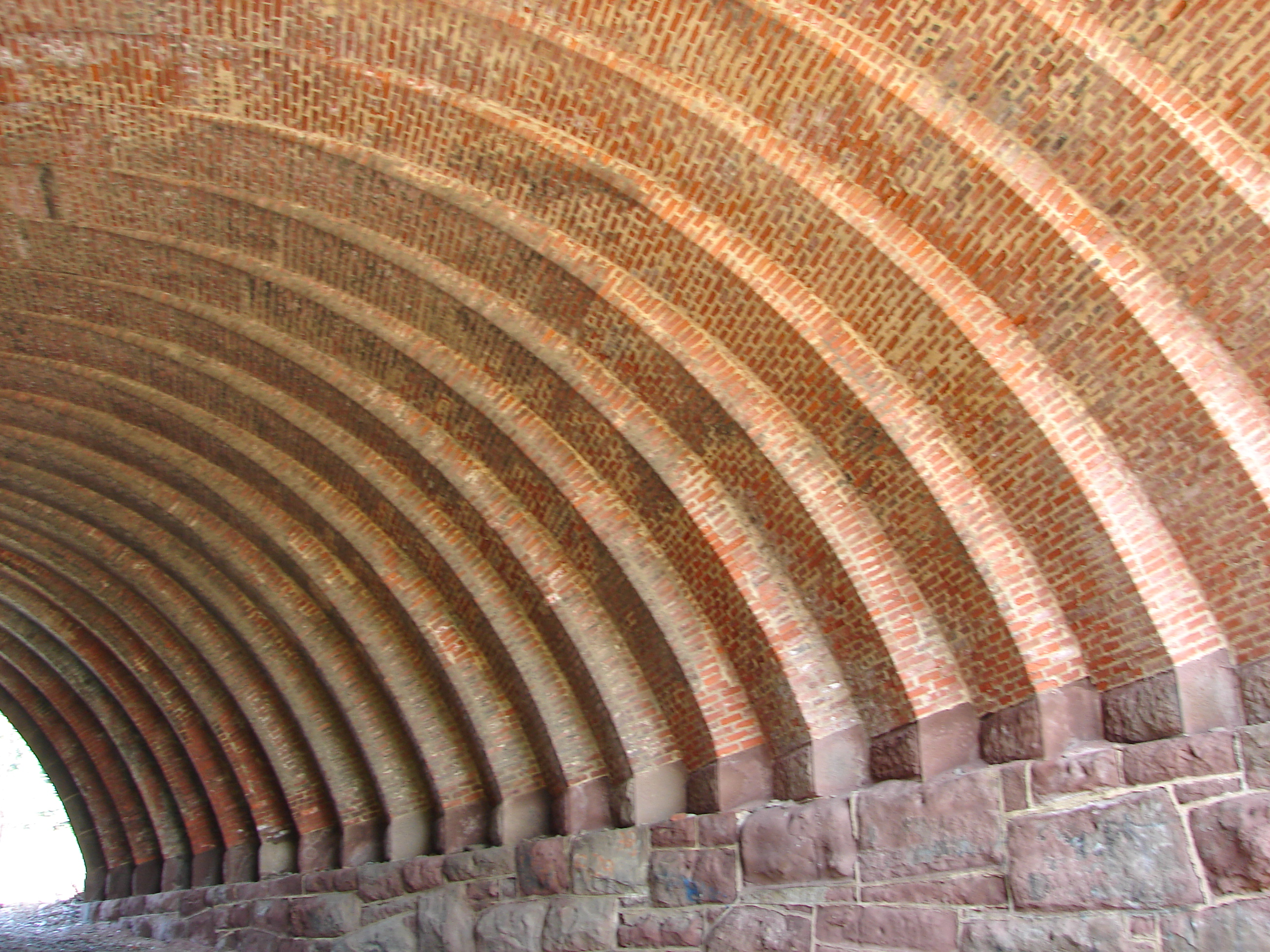
フィラデルフィアの三十三番街橋（en）（ペンシルバニア州、アメリカ）